# Torrey DeVitto
Torrey Joel DeVitto, mais conhecida como Torrey DeVitto (Long Island, 8 de junho de 1984), é uma atriz e modelo americana.

## Carreira
Fez vários papéis no cinema e televisão, interpretou Zoe, no filme de terror I'll Always Know What You Did Last Summer, Karen Kerr na série Beautiful People, Carrie em One Tree Hill. Atuou como Melissa Hastings na série Pretty Little Liars e como a doutora Meredith Fell na série The Vampire Diaries. Atualmente está como regular na série do Spin-Off de Chicago Fire, como Doutora Natalie Manning em Chicago Med.

## Filmografia

### Filme
| Ano  | Título                                    | Papel            |
| ---- | ----------------------------------------- | ---------------- |
| 2006 | I'll Always Know What You Did Last Summer | Zoe Waner        |
| 2007 | Heber Holiday                             | Sierra Young     |
| 2008 | Killer Movie                              | Phoebe Hilldale  |
| 2009 | Green Flash                               | Mia Fonseca      |
| 2011 | The Rite                                  | Nina             |
| 2012 | Cheesecake Casserole                      | Margo            |
| 2013 | Evidence                                  | Leann            |
| 2014 | O melhor Natal de todos os tempos         | Jennie Stanton   |
| 2015 | It Had To Be You                          | Darby Powell     |
| 2016 | Stevie D                                  | Daria Laurentis  |
| 2016 | Amy Makes Three                           | Carla Forrest    |
| 2019 | Cartões de Natal                          | Jéssica Winthrop |
| 2021 | The Christmas Promise                     | Nicole           |

### Curta-metragem
| Ano  | Título      | Papel |
| ---- | ----------- | ----- |
| 2005 | Starcrossed | Maura |

### Séries de televisão
| Ano       | Título                                                     | Papel                  | Nota                                                  |
| --------- | ---------------------------------------------------------- | ---------------------- | ----------------------------------------------------- |
| 2004–2005 | Drake & Josh                                               | Denise Woods/Tori      | 3 episódios                                           |
| 2005      | The King of Queens                                         | Traci                  | 7ª temporada,episódio 9: "Cologne Ranger"             |
| 2005      | Jack & Bobby                                               | Tiffany                | 1ª temporada,episódio 17: "Querida Grace"             |
| 2005–2006 | Beautiful People                                           | Karen Kerr             | Elenco regular: 16 episódios                          |
| 2006      | Runaway                                                    | Jogadora               | 1ª temporada,episódio 8: "End Game"                   |
| 2006      | ...The Making Of I'll Always Know What You Did Last Summer | Ela mesma              |                                                       |
| 2008      | CSI: Miami                                                 | Kelly Chapman          | 6 temporada,episódio 14: "You May Now Kill the Bride" |
| 2008      | One Tree Hill                                              | Carrie                 | Recorrente: 16 episódios                              |
| 2009      | Castle                                                     | Sierra Goodwin         | 2ª temporada,episódio 3: "Inventing the Girl"         |
| 2010-2017 | Pretty Little Liars                                        | Melissa Hastings       | Recorrente                                            |
| 2011      | Marcy                                                      | Torrey                 | 1ª temporada,episódio 1: "Marcy Does Yoga"            |
| 2012      | The Vampire Diaries                                        | Meredith Fell          | Recorrente                                            |
| 2013      | Army Wives                                                 | Maggie Hall            | Elenco regular,7ª temporada                           |
| 2014      | CSI                                                        | Susan McDowell / Kitty | Temporada 14 Episódio 21 - "Kitty"                    |
| 2015–2021 | Chicago Med                                                | Dr. Natalie Manning    | Elenco Regular                                        |
| 2016–2021 | Chicago P.D.                                               | Dr. Natalie Manning    | Elenco Recorrente                                     |
| 2017–2021 | Chicago Fire                                               | Dr. Natalie Manning    | Elenco Recorrente                                     |

### Telefilmes
| Ano  | Título            | Papel           |
| ---- | ----------------- | --------------- |
| 2012 | The Real St. Nick | Dr. Kate Bryant |